# Favale di Malvaro
Favale di Màlvaro (Favâ in ligure) è un comune italiano di 413 abitanti della città metropolitana di Genova in Liguria.

## Geografia fisica
Il territorio comunale è situato nella valle del torrente Malvaro, valle laterale della val Fontanabuona, e ubicato alle pendici del monte Pagliaro (1180 m) laddove il torrente Castello e il torrente Arena si incontrano per formare il torrente Malvaro, a est di Genova.
Tra le vette del territorio il monte Caucaso (1250 m), il monte Pagliaro (1180 m), il Bric della Scavizzola (1125 m), il monte Roncazi (1085 m), il Bric dell'Arietta (1067 m), il poggio Grosso (1054 m), il monte Rondanara (1048 m).

## Storia

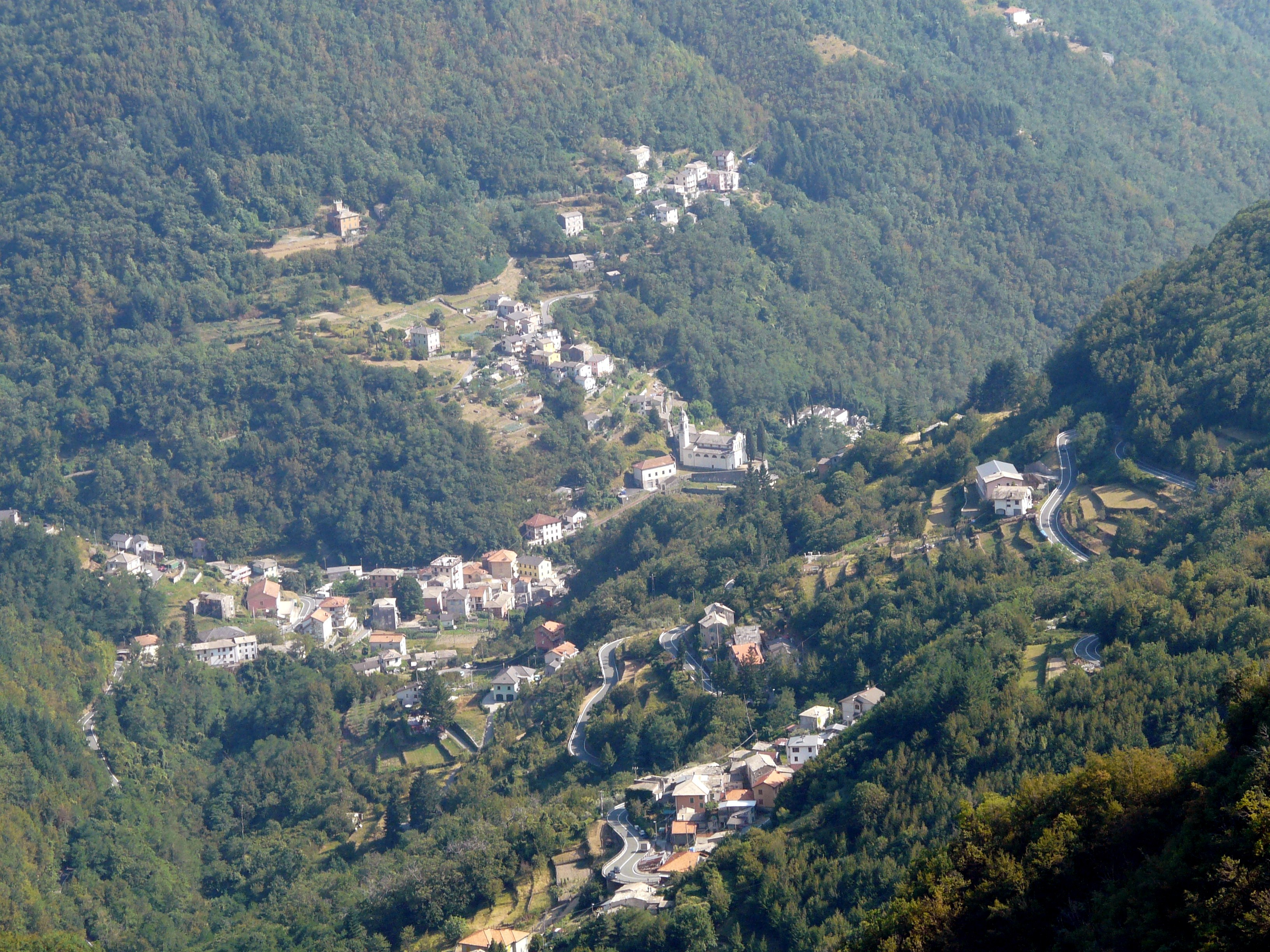
Panorama del territorio favalese dal passo della Scoglina

Il primitivo insediamento di Favale di Malvaro nacque grazie alla confluenza di strade provenienti dall'alta val Trebbia e dall'alta val d'Aveto, attraverso i valichi di Arena, dei Pozzarelli e della Volta, che nei secoli svilupparono il commercio e l'attività militare di difesa di questa parte del territorio della valle del Malvaro e val Fontanabuona.
Il paese, come molti nella zona, fu assoggettato dall'XI al XII secolo alla famiglia Fieschi, conti di Lavagna, fino al passaggio nel 1229 nei territori della podesteria di Rapallo e, dal 1608, nel successivo capitaneato rapallese facente parte della Repubblica di Genova.
Fra il Cinquecento e il Seicento fu sfondo di lotte tra fazioni interne per il predominio sul territorio, denominati i "verdi" e i "turchini" dal colore del distintivo.
Nel 1797 con la dominazione francese di Napoleone Bonaparte rientrò dal 2 dicembre nel dipartimento del Golfo del Tigullio, con capoluogo Rapallo, all'interno della Repubblica Ligure. Dal 28 aprile del 1798 con i nuovi ordinamenti francesi, Favale rientrò nel VI cantone, con capoluogo Lorsica, della giurisdizione del Tigullio e dal 1803 centro principale del III cantone dell'Appennino nella giurisdizione dell'Entella; è in questo contesto storico che viene citato con l'antico nome di San Vincenzo e ancora, nel 1804, come municipalità di San Vincenzo del Favale. Annesso al Primo Impero francese, dal 13 giugno 1805 al 1814 venne inserito nel dipartimento degli Appennini.
Nel 1815 fu inglobato nel Regno di Sardegna, secondo le decisioni del congresso di Vienna del 1814, che sottopose la municipalità di Favale nella provincia di Chiavari sotto la divisione di Genova. Dal 1859 al 1926 il territorio fu compreso nel VI mandamento di Cicagna del circondario di Chiavari dell'allora provincia di Genova, nel Regno d'Italia. Nel 1863 assunse l'odierna denominazione di Favale di Malvaro.

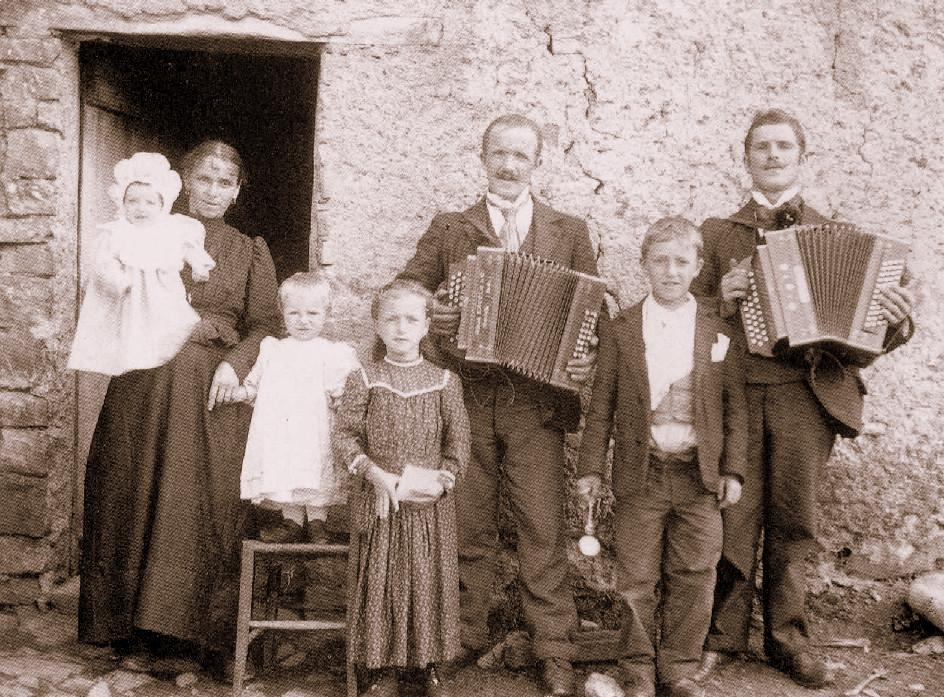
Alcuni componenti della famiglia Cereghino, cantastorie di Favale.

Nella prima metà del XIX secolo qui nacque una piccola comunità convertita al valdismo per opera della famiglia Cereghino (Scialin nel dialetto locale), nota famiglia di cantastorie dialettale nativi di Favale. La conversione scaturì a seguito di un dissidio tra la famiglia e il clero cattolico locale, facendo ben presto numerosi proseliti fra i compaesani; poco dopo venne infatti fondata, nel 1849, una chiesa evangelica valdese - unica nel comprensorio - che sopravvisse con regolare culto religioso fino al 1919. Il fenomeno dell'emigrazione verso il continente americano in quegli anni - soprattutto in California e in Perù - spopolò di fatto la popolazione di Favale che vide, tra gli altri, la partenza degli ultimi valdesi praticanti. Della testimonianza religiosa a Favale rimane ancora oggi visibile il piccolo cimitero valdese sopra la frazione di Castello, mentre la chiesa è stata in seguito trasformata in abitazione privata.

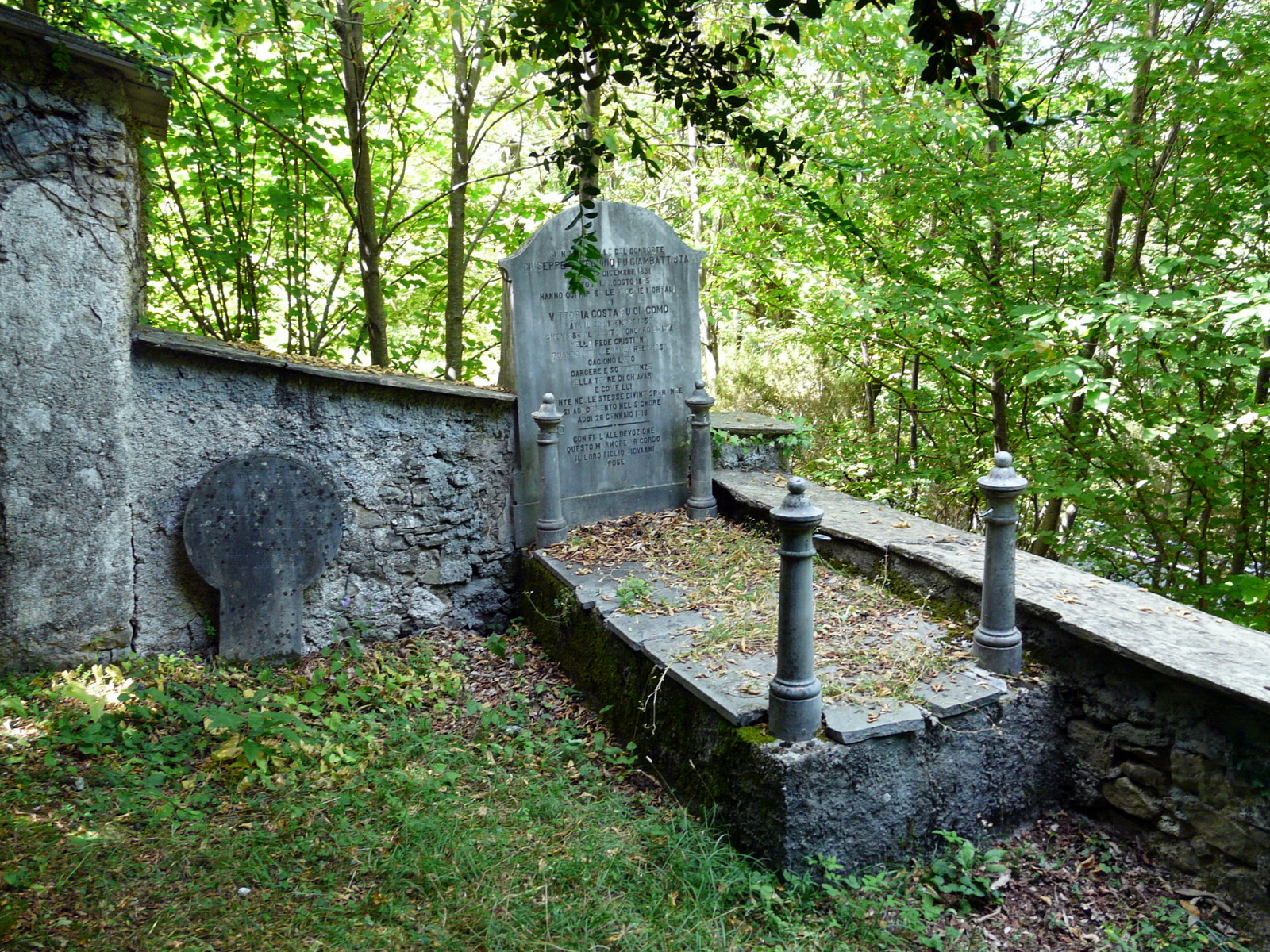
Uno scorcio del cimitero valdese nella frazione di Castello

L'appartenenza a questa minoranza religiosa - minoritaria se confrontata con la maggioranza dei fedeli cattolici sul territorio - portò ad una vera e propria "guerra di religione" tra i Cereghino e la comunità parrocchiale di Favale e che negli anni a seguire culminò con atti di persecuzioni, processi, condanne e reclusioni presso il carcere di Chiavari con l'accusa ai valdesi di "offendere la religione di Stato del Regno di Sardegna". Tesi contro "l'eresia del valdismo" che furono inoltre pubblicamente scritte e riportate a mo' di monito in una lapide del 1853 affissa all'interno del santuario di Nostra Signora del Rosario, già chiesa parrocchiale intitolata al santo patrono Vincenzo.
La "ferita" tra le due comunità religiose è stata definitivamente sanata il 20 gennaio 2013 - a 160 anni esatti dal posizionamento di quella targa del 1853 - con l'incontro a Favale di Malvaro tra il vescovo di Chiavari monsignor Alberto Tanasini e il delegato della comunità valdese di Chiavari Carlo Lucarini. Nell'occasione è stata posta una nuova lapide - sempre all'interno del santuario e sotto la targa ottocentesca - richiamanti parole di riconciliazione e in qualche modo di scuse verso la comunità religiosa fondata dai Cereghino.
Dal 1973 al 30 aprile 2011 ha fatto parte della Comunità montana Fontanabuona.

### Simboli
Stemma
Gonfalone
Lo stemma e il gonfalone sono stati concessi con decreto del presidente della Repubblica del 12 ottobre 1972.
In esso sono riassunte le caratteristiche geo-morfologiche dell'area su cui si estende il comune, che comprende corsi d'acqua, aree verdi e boschi distribuiti tra 200 e 1.250 m s.l.m.

## Monumenti e luoghi d'interesse

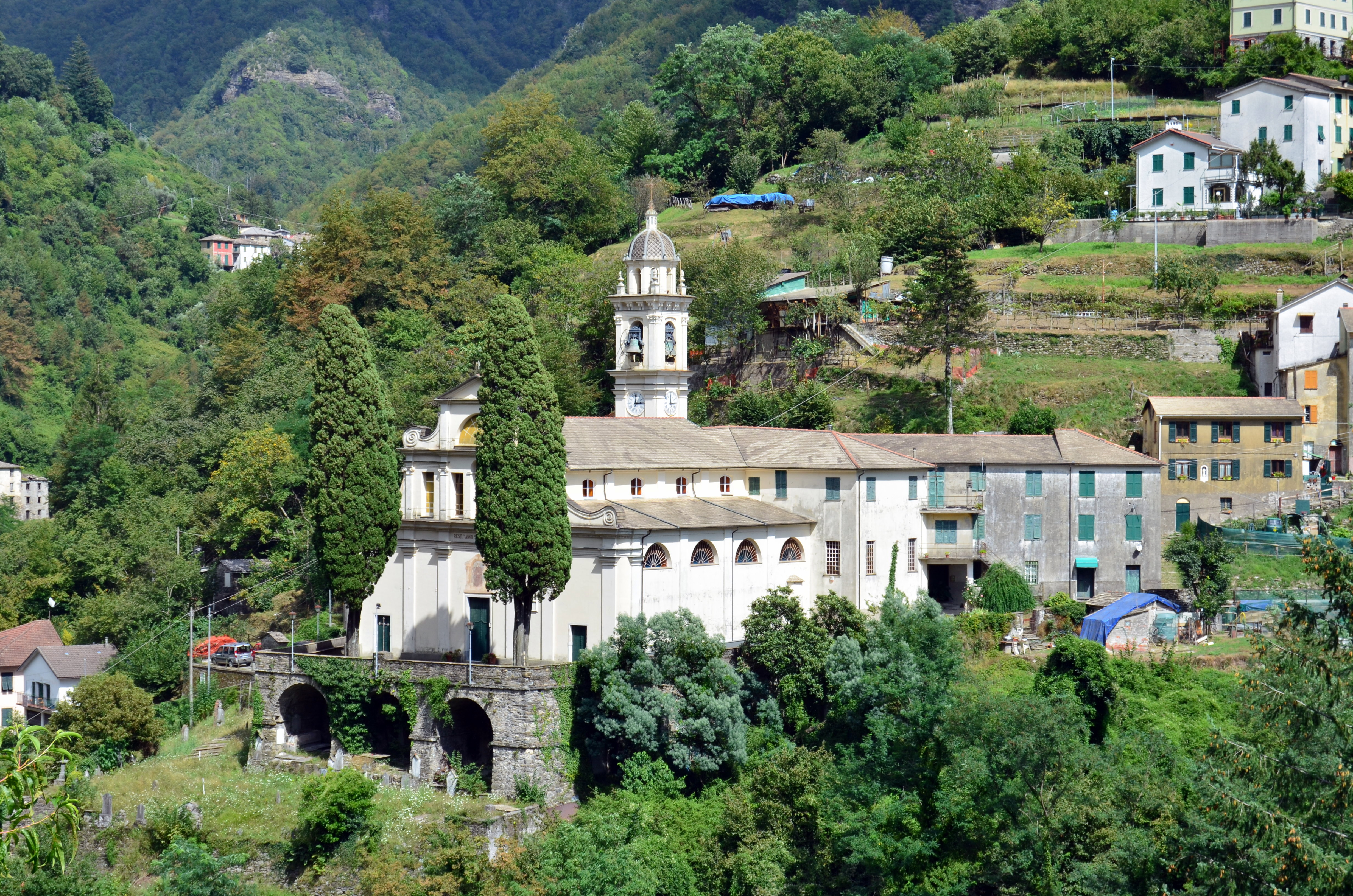
Il santuario di Nostra Signora del Rosario, già chiesa di san Vincenzo.

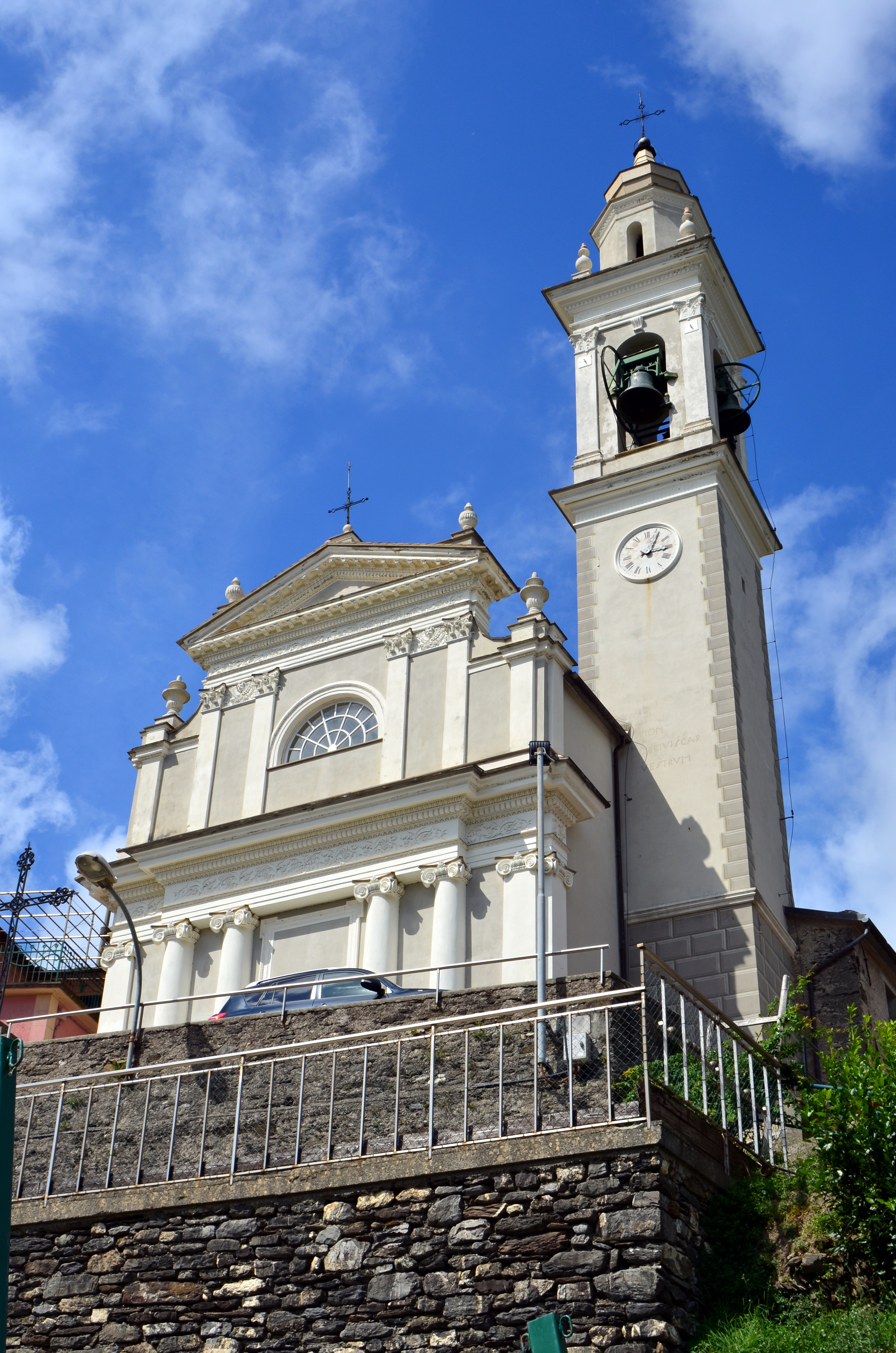
La chiesa parrocchiale di San Bernardo nella frazione di Monteghirfo

### Architetture religiose
- Chiesa parrocchiale di San Vincenzo nel capoluogo. Situata su un poggio, la chiesa, risalente al XVII secolo, è stata eretta nel 2003 dalla diocesi di Chiavari al titolo di santuario diocesano con il titolo di Nostra Signora del Rosario.
- Chiesa parrocchiale di San Bernardo nella frazione di Monteghirfo.

## Società

### Evoluzione demografica
Abitanti censiti

### Etnie e minoranze straniere
Secondo i dati Istat al 31 dicembre 2022, i cittadini stranieri residenti a Favale di Malvaro sono 21.

### Qualità della vita
Il Comune di Favale di Malvaro ha conseguito la certificazione del proprio sistema di gestione ambientale conformemente alla norma ISO 14001.

## Cultura

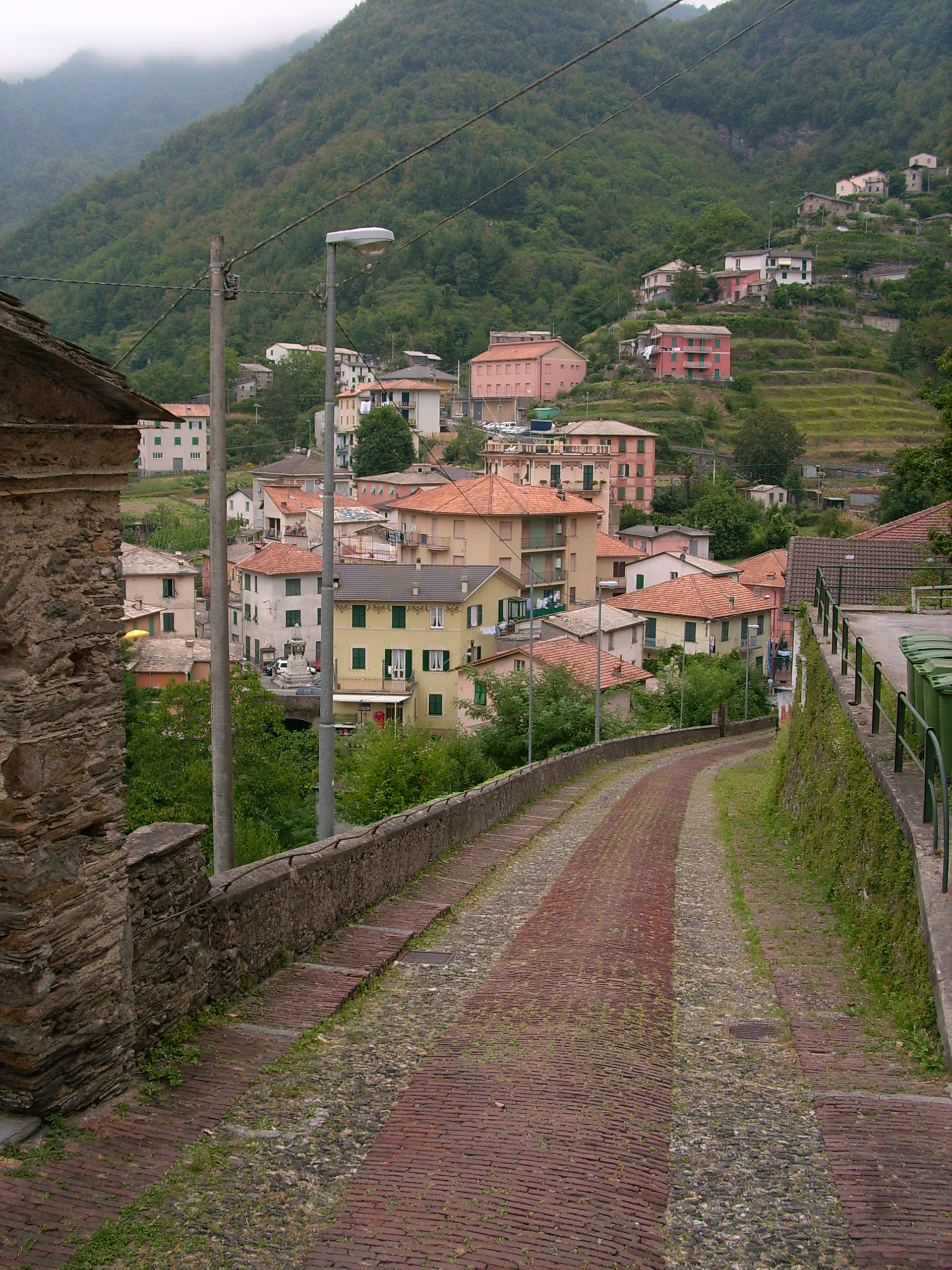
Stradina che conduce al santuario di Nostra Signora del Rosario

### Istruzione

#### Musei
Il museo "Casa Giannini" è ubicato presso la frazione di Accereto in un edificio del XVIII secolo, casa paterna di Amadeo Peter Giannini (San Jose, 6 maggio 1870 – San Mateo, 3 giugno 1949) fondatore nel 1904 della Bank of Italy divenuta poi Bank of America. Le sale museali sono state allestite nel 1983 e da allora conservano gli arredi originali documentanti la vita nel XIX secolo. Inoltre sono conservati documenti e fotografie che ripercorrono la storia dell'emigrazione locale dalla fine dell'Ottocento ai primi del Novecento.
Presso la frazione di Monteghirfo, divisa amministrativamente con il comune di Lorsica, è stato istituito nel 1975 un museo etnografico all'interno della casa natale di Maria Ferretti. Il museo descrive nel suo complesso la rappresentazione scenica, la vita quotidiana, di una tipica famiglia contadina di fine Ottocento con la presenza di oggetti, mobili e attrezzi da lavoro dell'epoca.

### Eventi
L'emigrazione dei suoi cittadini viene festeggiata a Favale di Malvaro annualmente durante la "Giornata dell'Emigrante" l'ultima domenica del mese di giugno.

## Geografia antropica
Gli insediamenti sul territorio comunale sono costituiti, oltre il capoluogo, dalle frazioni di Accereto, Alvari, Arena, Canavissolo, Cassottano, Castello, Collo, Malvaro, Monteghirfo (quest'ultima divisa amministrativamente con l'attiguo comune di Lorsica), Ortigaro, Piano, Priagna, Rocca, Scoglio per un totale di 16,62 km² di superficie.
Confina a nord-ovest con il comune di Lorsica (frazione di Barbagelata), a sud con Lorsica, a ovest con Neirone e Moconesi e a est e nord est con Rezzoaglio.

## Economia
L'economia comunale si basa principalmente sull'attività agricola e sulla lavorazione del legno. L'emigrazione verso l'America ha coinvolto molti cittadini favalesi all'inizio del XX secolo; alcuni di questi hanno ottenuto uno straordinario successo: in particolare Amadeo Peter Giannini, fondatore della Bank of America di San Francisco, considerato il più grande banchiere del mondo, uomo di straordinaria intelligenza, finanziatore di piccoli imprenditori e di grandi progetti quali il Golden Gate bridge, film di Charlie Chaplin e Disney; inoltre il tenore Giovanni Demartini, i fratelli fisarmonicisti Pezzolo fra i quali Cesare è l'autore della celeberrima Cesarina, forse la mazurca più conosciuta del ballo liscio.

## Infrastrutture e trasporti

### Strade
Il centro di Favale di Malvaro è attraversato principalmente dalla strada provinciale 23 della Scoglina che, attraverso l'omonimo passo a 926 m s.l.m., gli permette il collegamento stradale a sud con Cicagna.

### Mobilità urbana
Dal comune di Cicagna un servizio di trasporto pubblico locale gestito dall'AMT garantisce quotidiani collegamenti bus con Favale di Malvaro e per le altre località del territorio comunale.

## Amministrazione

Il municipio

| Periodo         | Periodo         | Primo cittadino        | Partito                                    | Carica      | Note   |
| --------------- | --------------- | ---------------------- | ------------------------------------------ | ----------- | ------ |
| 26 giugno 1985  | 26 maggio 1990  | Andrea Demartini       | DC                                         | Sindaco     |        |
| 17 giugno 1990  | 21 ottobre 1994 | Andrea Demartini       | DC                                         | Sindaco     | [ 13 ] |
| 21 ottobre 1994 | 24 aprile 1995  | Giovanni Boitano       | DC                                         | Sindaco     |        |
| 24 aprile 1995  | 14 giugno 1999  | Giovanni Boitano       | Per Favale (lista civica di centro-destra) | Sindaco     |        |
| 14 giugno 1999  | 14 giugno 2004  | Giovanni Boitano       | Per Favale (lista civica di centro-destra) | Sindaco     |        |
| 14 giugno 2004  | 8 giugno 2009   | Raffaella De Benedetti | Per Favale (lista civica di centro-destra) | Sindaco     |        |
| 8 giugno 2009   | 5 luglio 2010   | Giovanni Boitano       | Per Favale (lista civica di centro)        | Sindaco     | [ 14 ] |
| 5 luglio 2010   | 16 maggio 2011  | Ubaldo Crino           | Per Favale (lista civica di centro)        | Vicesindaco | [ 15 ] |
| 16 maggio 2011  | 5 giugno 2016   | Ubaldo Crino           | Per Favale (lista civica di centro)        | Sindaco     |        |
| 5 giugno 2016   | 4 ottobre 2021  | Ubaldo Crino           | Per Favale (lista civica di centro)        | Sindaco     |        |
| 4 ottobre 2021  | in carica       | Ubaldo Crino           | Per Favale (lista civica di centro)        | Sindaco     |        |

## Sport

### Automobilismo
Il paese è sede della scuderia automobilistica SportFavale07, che dal 2008 organizza la gara di casa, lo slalom Favale - Castello, che percorre per circa metà, il passo della Scoglina.